# バロン・トランプ
バロン・ウィリアム・トランプ（Barron William Trump、2006年3月20日 - ）は、アメリカ合衆国のテレビ番組の出演者であり、第45、47代アメリカ合衆国大統領ドナルド・トランプの第5子で、ドナルドの3番目の妻で現在の妻であるメラニア・トランプの唯一の息子である。

## 来歴
ニューヨーク州ニューヨーク市マンハッタン生まれ。父ドナルドが59歳の時に誕生しており、当時父がホストを務めていたリアリティ番組『アプレンティス』でも話題になった。翌2007年から同番組に出演
。
マンハッタンのコロンビア・グラマー・アンド・プレパラトリー・スクール
、メリーランド州ポトマックのセント・アンドリューズ・エピスコパル・スクール、フロリダ州パームビーチのオックスブリッジ・アカデミーで教育を受けたのち、2024年、ニューヨーク大学スターン・スクール・オブ・ビジネスに進学した。

## 父ドナルドの政治活動との関わり

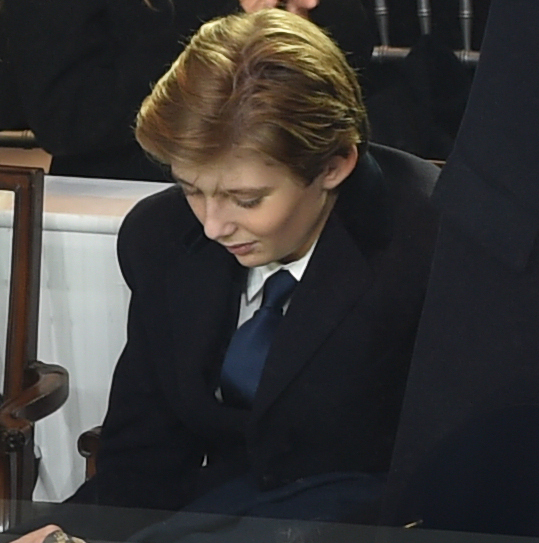
2017年1月、大統領就任式にて

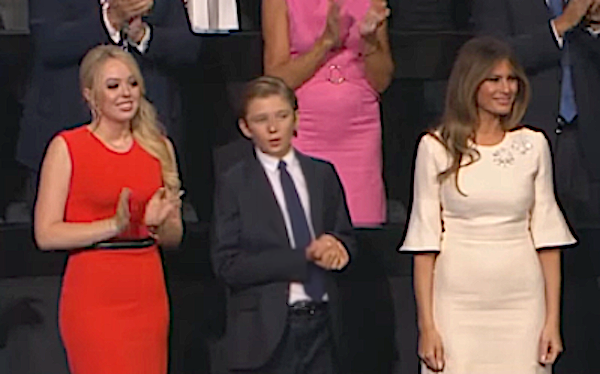
2016年共和党全国大会にて。右からメラニア、バロン、ティファニー。

2016年アメリカ合衆国大統領選挙に父ドナルドが出馬したことを機にテレビ出演した。特にドナルドが選挙人を獲得した際の演出は世界中から注目されている。ジョン・F・ケネディの息子、ジョン・F・ケネディ・ジュニアが、父親の大統領在職中にホワイトハウスに入って以来の「ファーストボーイ」と言われ、父から約半年遅れの2017年6月に母とともにホワイトハウスへ引っ越した。
2024年5月8日には共和党がフロリダ州の代議員としてバロンを選出したと発表し、これは政界への足がかりとも見做された。ドナルド陣営はバロン本人も政治に興味があると証言していたが、わずか2日後の5月10日に母メラニアの事務所がバロンの州代議員辞退を発表した。
2024年アメリカ合衆国大統領選挙では、選挙活動で若い有権者の支持を集めるために若者に人気なポッドキャストやTikTokを活用するよう父ドナルドを説得したとされる。